# 基督弟兄會
基督弟兄會（英語：Christadelphian）名稱出自於希臘語 「Χριστοῦ（基督） ἀδελφός（同胞，兄弟姊妹）」是個信仰神體一位論觀點的千禧年主義團體。基督弟兄會相信聖經的絕對權威性，並以聖經作爲一切行事的準則。基督弟兄會沒有神父，沒有支薪的牧師，也沒有階級制度。所有的成員都為了服務神而自覺自願地奉獻時間、資源和精力。
基督弟兄會在諸多教義方面與主流基督教不同，反對三位一體論、反對靈魂不朽，相信這些教義敗壞了原初的基督徒教導。

## 起源
基督弟兄會起源於十九世纪30年代，當時正處美、英兩國復興與改革的時代。由英國移民美國的約翰·湯瑪斯（ John Thomas ）博士發起，在美國出版了一本雜誌叫做「神國傳令報（Herald of The Kingdom and The Ambassador）」，把聖經教義確定神的國在耶穌基督復活後來臨。

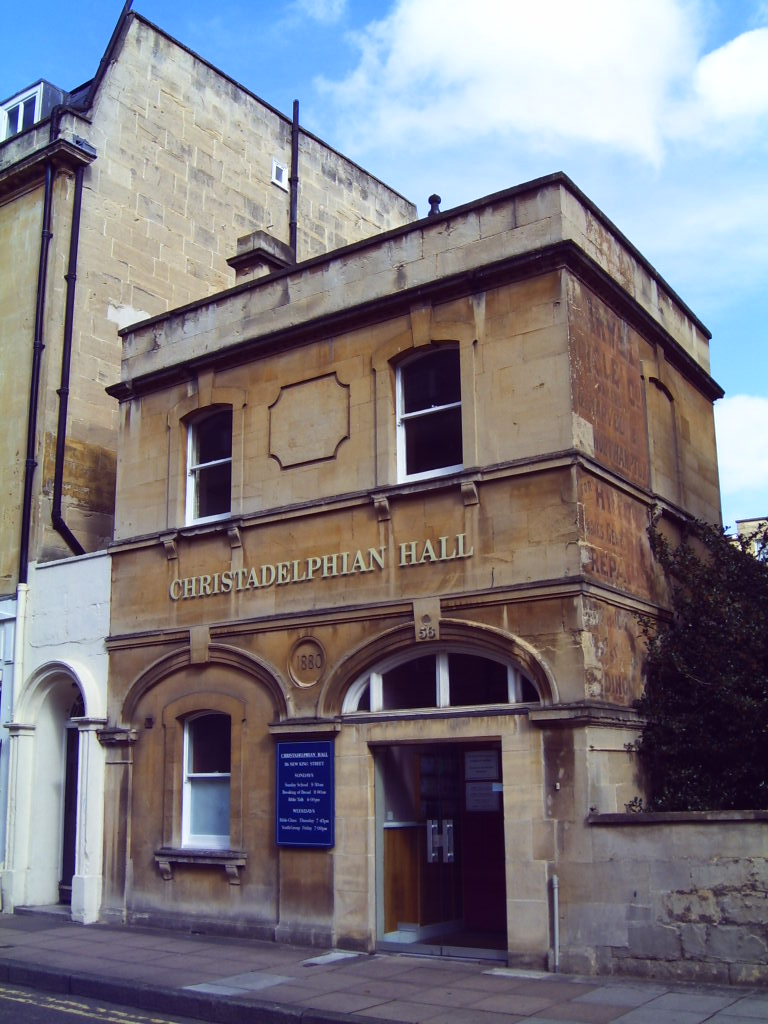

基督弟兄會團體實際上在英國開始的日期當從湯瑪斯的第一次巡迴演講（1848年5月－1850年10月）算起。他散佈的信息在蘇格蘭和坎貝爾特當地受到了熱烈歡迎，把認為上帝只有一位的一位論派與基督再生論的朋友們的當中區分成「受洗信徒」團體類型。三分之二的會眾與成員於1864年以前在英國的蘇格蘭。 1849年，在他訪問英國的期間，他完成了（10年半前基督弟兄會這個名字便已構想出）《Elpis Israel（希望以色列）》這本書（Elpis 埃爾皮斯，在希臘文是「Hope（希望）」的意思），他在其中闡述了他對聖經主要教義的理解。之後由英國的記者勞伯·勞伯茲（ Robert Roberts ）在「千禧年使者報」上接續主要傳遞福音的工作。之後於1864年，在美国伊利诺州登記成立Christadelphian，意為「基督内的弟兄姊妹」或稱「基督弟兄會」（手足的代稱，並非只有弟兄之意），其後逐漸發展至世界120多個國家。

## 教會結構
由於聖經是被基督弟兄會認可的唯一權威. 基督弟兄會致力於建設一個如同使徒時代一樣的教會. 因此基督弟兄會沒有中央權力機構, 各地教會全權自治. 不同教會之間在教義細節理解上或者傳統上可能存在細微區別, 但總體基本一致. 幾乎所有弟兄會教會都有某種形式上的《信仰宣言》,《基督的誡命》和《反對的教條》作爲該教會的信仰根基, 也是各地教會之間溝通合作的基本參照.
基督弟兄會的所有的管理和領導人員全部由成員自發奉獻和參與, 全部不支薪. 教會完全由信徒們的共同信念和信仰支撐.
像使徒時期的教會一樣, 基督弟兄會較少有大型的豪華教堂. 信徒們可能在任何地方集會, 可以是固定的教堂, 租賃的場所, 或是適合聚會的某位信徒的家. 大多數教會也不注重于繁華的禮袍和祭典, 而更多的選擇將精力用於聖經學習之中.

## 教義

### 神[3]
世上唯一的至尊的神便是耶和華, 那曾向亞伯拉罕, 以撒, 雅各, 以及摩西顯現的上帝. 這唯一的神便是那唯一的父. 在天堂裏的上帝存在於人類不可觸及的榮光之中, 但他的霛無所不在. 上帝是創世之神, 他以自己之力創造了宇宙中的一切.

### 耶穌基督
拿撒勒人耶穌是神的獨子, 是以馬内利. 他身上流著亞伯拉罕與大衛的血. 耶穌在復活以前, 他生理上是個凡人. 耶穌由聖靈越過男性的干擾藉著處女馬利亞感孕.

### 人
人類始於神所創造的亞當. 創世初期的人擁有有條件的永生: 服從即永生. 亞當打破了這唯一的法, 而因此被逐出了伊甸園且世代受到死亡的懲罰.

### 神的計劃
上帝建立了一個在同時保證公義與仁慈的前提下, 爲了拯救走向毀滅的人類, 讓人重新回到創世初期人類的永生時代的計劃. 神通過與亞當, 亞伯拉罕, 大衛立約, 以及通過先知們展現并實施這個計劃.
耶穌基督是這個計劃不可或缺的部分, 因爲他作爲無罪的羔羊的死亡從而能背負全人類的罪, 是維持神的公義的必要手段. 耶穌在受聖靈洗禮的時候受膏, 且通過對神的絕對服從和犧牲, 被神復活以及得到了赦免那些真正相信並服從他的人罪的權利. 同時, 基督的到來向被選的人, 猶太人, 傳遞了神讓他們悔改的警示. 並宣告神將通過基督實現對亞伯拉罕子孫的所有立下的約.
神會在末期派基督本人再臨世界. 神會在地上建立屬於主和基督的勝過一切國家的囯. 全世界的猶太人都將被聚集, 整個應許之地和耶路撒冷都會重新回到他們手中. 而神在地上的囯將由基督帶領所有信徒們管理.

### 救贖,使徒, 與福音
神由著猶太人和羅馬人的手殺死的基督, 讓這承載著人類的罪的無罪羔羊的鮮血給全人類一個救贖的機會. 第三日的復活正是神將基督立爲永遠的王與大祭司, 且作爲所有信徒的中保. 基督的祭祀身份與隨之而來的救贖僅限於那信仰基督且悔改的人, 而非全世界或是那些教授虛假神意的人.
使徒們是由基督派出向全天下宣講這唯一能救人的人子的名的人. 福音是由關於神的囯和基督之名的信息組成的. 而唯一得救之道便是信仰使徒們通過福音傳達的基督之名, 完全的洗禮, 以及恆定的堅守基督的教誨.

### 最終審判
所有在基督再臨時已經死亡的人都將被召喚到審判臺前判定他們的義與罪. 足以得到神的寬恕的人將獲得永生并與基督共同管理世界, 而被定爲不配享受神的恩慈的人將面對第二次, 也就是真正的死亡.
而審判后的世界將是個更美好的世界, 雖然來自於凡人的的罪依舊少量存在. 最終, 神的榮耀覆蓋大地. 基督的囯戰勝了所有的囯, 且通過最終審判消滅了所有罪人. 留下的義人最終全都獲得了永生戰勝了死亡.
基督的囯最終被召回神的手中, 人類重回神的懷抱.

## 外部連結
- Birmingham Amended Statement of Faith （页面存档备份，存于）
- 中文主页 （页面存档备份，存于）
- 英国教会主页（英语） （页面存档备份，存于）
- BTDF
- 在线中文圣经著作 （页面存档备份，存于）
- 基督弟兄會在台灣